# Язовка (Новгородская область)
Язовка — деревня в Холмском районе Новгородской области, входит в Тогодское сельское поселение. Площадь земель относящихся к деревне — 5 га.
Деревня расположена на юге Новгородской области, близ устья реки Язовка (приток Лужни). Неподалёку находится деревня Зуи.

## История
Решением Новгородской областной Думы № 262-ОД от 31 марта 1999 года из упразднённого Каменского сельсовета деревня Язовка вошла в состав Аполецкого сельсовета. По результатам муниципальной реформы деревня входит в состав муниципального образования — Тогодское сельское поселение Холмского муниципального района (местное самоуправление), по административно-территориальному устройству подчинена администрации Тогодского сельского поселения Холмского района.

## Население
| 2010 |
| ---- |
| 0    |